# 한민수 (포환던지기 선수)

한민수(Han Min-su, 1963년 3월 24일~)는 한국 선수이다. 그는 1988년 하계 올림픽에서 남자 포환던지기에 참가했다.